# Conus sanguinolentus
Conus sanguinolentus е вид охлюв от семейство Conidae. Видът не е застрашен от изчезване.

## Разпространение
Разпространен е в Австралия (Западна Австралия, Коралови острови, Куинсланд и Северна територия), Американска Самоа, Бангладеш, Бруней, Вануату, Виетнам, Гуам, Джибути, Египет (Синайски полуостров), Еритрея, Йемен, Източен Тимор, Индонезия, Камбоджа, Кения, Кирибати, Китай (Гуандун, Гуанси, Джъдзян, Дзянсу, Фудзиен и Хайнан), Кокосови острови, Мавриций, Майот, Малайзия, Малки далечни острови на САЩ, Маршалови острови, Микронезия, Мозамбик, Науру, Ниуе, Нова Каледония, Оман, Остров Норфолк, Остров Рождество, Острови Кук, Палау, Папуа Нова Гвинея, Провинции в КНР, Реюнион, Самоа, Саудитска Арабия, САЩ (Хавайски острови), Северни Мариански острови, Сейшели, Сингапур, Соломонови острови, Сомалия, Судан, Тайван, Тайланд, Танзания, Токелау, Тонга, Тувалу, Уолис и Футуна, Фиджи, Филипини, Френска Полинезия и Япония.